# Stern-Levison-Parameter
Der sogenannte Stern-Levison-Parameter Λ gibt in der Astronomie das Ausmaß an, in dem ein Himmelskörper (z. B. ein Planet) in der Lage ist, andere (masseärmere) Objekte auf seiner Umlaufbahn zu beseitigen/räumen, das heißt insbesondere inwiefern ein Himmelskörper gravitativ dominant genug in seinem Umlaufsystem ist, um als oberer oder unterer Planet bezeichnet werden zu können. Benannt wurde er nach den US-amerikanischen Astronomen Sol Alan Stern und Harold F. Levison, die diesen Parameter erstmals im Zuge einer Zusammenarbeit am Southwest Research Institute am 11. November 2000 vorschlugen.

## Formulierung des Parameters

### Ein dynamisches Klassifikationsschema
Über die strikte Ein- bzw. Ausschließung von Himmelskörpern aus der Klasse der planetaren Körper hinaus ist es nützlich, weitere, vertiefende Differenzierungen vorzunehmen, um zu erkennen, ob ein Körper dynamische Bedeutung für sein System besitzt.
Tatsächlich existieren somit terrestrische Planeten, Eisriesen, Riesenplaneten, große Asteroiden und darüber hinaus sehr große Kuiper-Gürtel-Objekte wie Pluto, 1996 TO66 oder 2000 EB173 (falls die Albedo der KBOs ca. 4 % wie angenommen beträgt). Ganz ähnliche Situationen ergeben sich für die Begleitersysteme der Riesenplaneten. Nun spielen diese kleineren Trabanten natürlich eine weniger zentrale Rolle bspw. im Sonnensystem, denn die Planeten, die sie umkreisen, charakterisieren das System erst und geben ihm seine grundlegenden Eigenschaften, weswegen es sich anbietet, zwischen den planetaren Objekten anhand ihrer unterschiedlichen dynamischen Bedeutung für ihr System zu differenzieren.
Die größten planetaren Körper kontrollieren dynamisch die Region um sich herum. Deutlich masseärmere planetare Objekte befinden sich hingegen in ungebundenen Umlaufbahnen, in vorübergehenden (Begleiter-)bahnen oder sind in Resonanzschwingungen gefangen. Diese Unterscheidung eignet sich auch für extra-solare Planetensysteme.
Anhand dieses Schemas soll nun die Frage geklärt werden, inwieweit ein gegebener planetarer Körper eine dynamische Bedeutung für sein Umlaufsystem besitzt. Zu diesem Zweck führen wir den Begriff Oberplanet ein, welcher planetare Körper bezeichnet, die dynamisch bedeutsam genug sind, um ihre planetenähnlichen Begleiter in höchstens einer Hubble-Zeit zu bereinigen. Ein Unterplanet ist das entsprechende Gegenteil. Wichtig zu beachten ist, dass diese dynamische Kategorisierung niemals anhand einer intrinsischen Eigenschaft des Körpers ermittelt werden kann, sondern sie hängt offensichtlich von seiner Umgebung viel eher ab. Leider ist es dabei nicht möglich, mithilfe einer einfachen, pauschalen Formel zu entscheiden, ob es sich bei einem Planeten um einen Unter- oder Oberplaneten handelt bzw. ob ein Planet in der Lage ist seine Nachbarschafts-Objekte zu dominieren, sondern es sind viel eher eine Reihe numerischer Integrationen notwendig.

### Heuristische Abschätzung für Obere und untere Planeten
Trotzdem ist es möglich, zumindest eine grobe, heuristische Abschätzung darüber zu formulieren, ob ein Planet tatsächlich in der Lage ist, seine Nachbar-Region zu bereinigen. Dafür eignet sich die Anwendung der Methoden, die von Öpik 1951 entwickelt wurden, um die Wahrscheinlichkeit {\displaystyle P} pro Umlauf abzuschätzen, dass ein kleiner Körper mit der großen Halbachse {\displaystyle a} einen größeren Planeten im Abstand {\displaystyle b} passieren kann.
| (1) | {\displaystyle P={\frac {s^{2}\cdot U}{\sin(i)\cdot \|U_{x}\|}}} |

wobei
| (2) | {\displaystyle s^{2}=\left({\frac {a}{b}}\right)^{2}\cdot \left(1+{\frac {2(GM)_{p}}{bV_{\infty }^{2}}}\right)} |

und {\displaystyle \theta } ist dabei der Ablenkwinkel des kleineren Körpers bei einem Stoß mit dem größeren Planeten:
| (3) | {\displaystyle \tan \left({\frac {\theta }{2}}\right)={\frac {\mu \cdot a}{b\cdot U}}=\Gamma } |

Hierbei ist {\displaystyle \mu ={\frac {M_{p}}{M_{\odot }}}} und {\displaystyle (GM)_{p}} ist die Gravitationsmasse des Planeten, {\displaystyle V_{\infty }} ist die Relativgeschwindigkeit zwischen dem kleineren Körper und dem Planeten, {\displaystyle U={\frac {V_{\infty }}{V_{p}}}} ({\displaystyle {V_{p}}} ist die Orbitalgeschwindigkeit des Planeten), {\displaystyle i} ist die relative Inklination (Neigung) der Rotationsebenen der beiden Planeten, {\displaystyle U_{x}} ist die x-Komponente von {\displaystyle U} und {\displaystyle b} ist der Stoßparameter zwischen den beiden Planeten.
Nun können wir die Wahrscheinlichkeit {\displaystyle \Lambda } abschätzen, dass innerhalb einer Hubble-Zeit ({\displaystyle \tau }) ein kleinerer Körper einen Zusammenstoß mit dem größeren Planeten erfahren wird, der ihn um die signifikante Amplitude {\displaystyle \Gamma } von seiner Bahn ablenkt:
| (4) | {\displaystyle \Lambda ={\frac {\mu ^{2}}{a_{p}^{3/2}}}\cdot \left[{\frac {\tau \cdot {\sqrt {(GM)_{\bigodot }}}\cdot (1+2\Gamma )}{2U^{3}\cdot \pi ^{2}\cdot \sin(i)\cdot U_{x}\cdot \Gamma ^{2}}}\right]} |

Zu beachten ist dabei, dass der Term innerhalb der eckigen Klammern nur von {\displaystyle \Gamma } und den orbitalen Charakteristika des kleineren Körpers abhängig ist und nicht von der Beschaffenheit des größeren Planeten abhängt. Die Grenze zwischen Ober- und Unterplaneten liegt dabei bei  {\displaystyle \Lambda =1}. Man berechnet {\displaystyle \Gamma } bei einem Winkel {\displaystyle \theta \approx 1\,\mathrm {rad} } und man beachte, dass  {\displaystyle {\frac {1+2\Gamma }{\Gamma ^{2}}}} selbst Ordnungseinheit besitzt, das {\displaystyle \Gamma } Ordnungseinheit besitzt.

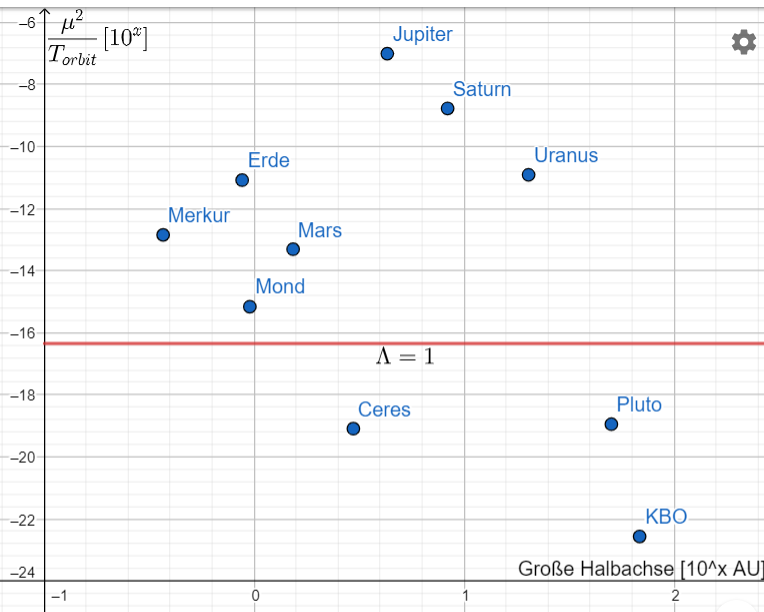
Mit Hilfe des Stern-Levison-Parameters Λ werden planetare Körper in der dynamischen Bedeutsamkeit für ihr Rotationssystem verglichen und so in Obere- bzw. untere Planeten unterschieden. Die Grenze verläuft bei Λ=1 (rote Horizontale). Zur Veranschaulichung werden einzelne Himmelskörper präsentiert.

Dabei ist es nicht möglich, diese Gleichungen zu berechnen, ohne gewisse Abschätzungen über die Umlaufbahn des kleineren Körpers vorzunehmen. Der Term zwischen den eckigen Klammern ist eine Funktion der Exzentrizität und Inklination des kleineren Körpers und des Verhältnisses zwischen der großen Halbachse von dem kleineren Körper zu dem Planeten. Dafür müssen viele bekannte und bereits erforschte Asteroiden verwendet werden, um zahlreiche Testfälle zu simulieren und Abschätzungen zu gewinnen. Verwendet man die Daten über die Umlaufbahnen aus dem Hauptasteroidengürtel, für {\displaystyle a_{p}} die große Halbachse von Ceres, {\displaystyle \Gamma =1/2} (bei {\displaystyle \theta \approx 1\,\mathrm {rad} }) und {\displaystyle \tau =12\,\mathrm {Gyr} }, dann ergibt der durchschnittliche Wert des Terms innerhalb der eckigen Klammern etwa {\displaystyle 1{,}7\cdot 10^{16}\,\mathrm {yr} }. Wenden wir dieses auf Gleichung (4) an, dann ergibt sich {\displaystyle \Lambda =4\cdot 10^{-3}} bzw. {\displaystyle \Lambda =8\cdot 10^{-4}} für Pluto bzw. Ceres, während für die massereicheren Planeten eher {\displaystyle 900<\Lambda <10^{9}} gilt.
Einen Vergleich zwischen den unterschiedlichen Himmelskörpern des Sonnensystems kann man ziehen, wenn man den Term {\displaystyle {\frac {\mu ^{2}}{a_{p}^{3/2}}}} genauer betrachtet. Dies ist in der rechts stehenden Abbildung darstellt. Hierin wird das dynamische Dominanzkriterium relativ zur großen Halbachse des Objektes für eine Reihe von Himmelskörpern unseres Sonnensystems geplottet und dabei gesondert in Form einer roten horizontalen Linie die Grenze zwischen Ober- und Unterplaneten (hier gilt {\displaystyle \Lambda =1}) dargestellt. Z. B. ist für {\displaystyle \Lambda =1} zu wählen: {\displaystyle {\frac {\mu ^{2}}{T_{\text{orbit}}}}=6\cdot 10^{-17}}, sodass bei 1 AU bzw. 5 AU gilt: {\displaystyle \mu =7{,}7\cdot 10^{-9}M_{\odot }} bzw. {\displaystyle \mu =3{,}8\cdot 10^{-8}M_{\odot }}. Von einem dynamischen Standpunkt aus betrachtet enthält unser Sonnensystem offensichtlich acht obere Planeten und eine viel größere Zahl an unteren Planeten, wobei die größten davon Pluto und Ceres sind. Interessanterweise wäre der Mond bei einem heliozentrischen Umlauf um die Sonne im Abstand 1 AU (statt Umlauf um Erde) tatsächlich als Oberplanet zu bezeichnen, denn er wäre dann in der Lage, seine Nachbarschaft-Region zu bereinigen.

## Vorgeschichte
Bis in die 1980er Jahre hinein schien Klassifikation von Himmelskörpern im Sonnensystem sehr einfach zu sein: Unter den massearmen Objekten zeigten Kometen Schweife auf und Asteroiden nicht. Unter den Planeten gab es neun: Vier terrestrische und vier Gasriesen sowie Pluto. Damit glaubte man zunächst das Sonnensystem hinreichend genau beschrieben zu haben.
Jedoch wurden bald zahlreiche weitere astronomische Beobachtungen gemacht, die dieses simple Modell an seine Grenzen trieben. So unterscheidet sich die innere Struktur von Jupiter und Saturn gravierend von der von Neptun und Uranus, weswegen sie in der Folge in sogenannte Gas- bzw. Eisriesen aufgeteilt wurden. Des Weiteren stellte sich heraus, dass Pluto von mehr als 100.000 kleineren Objekten aus dem Kuiper-Gürtel in seinem Umlauf um die Sonne begleitet wird. Zahlreiche planetare Begleitobjekte, meist kleinere Monde, aber auch z. B. Triton, wurden offenbar in einem heliozentrischen Umlauf gezwungen. Manche dieser Körper, die in der Folge zu Asteroiden erklärt wurden, z. B. Chiron und Wilson-Harrington, zeigten dabei zudem eine sporadische Koma. Ein asteroiden-ähnliches Objekt (1996 PW) gelangte offenbar ursprünglich aus der Oortschen Wolke in das Sonnensystem. Außerdem wurden planetare Pulsare entdeckt und somit gab es sogenannte „heiße Jupiter“, die sich nur ein paar Sonnenradien von ihrem Stern entfernt befanden.
Diese und viele weitere Fakten sprengten die Grenzen der gängigen Modelle und Definitionen, die Planetenastronomen in den Jahrzehnten zuvor verwendet hatten. Es stellte sich abermals heraus, dass die Natur des Weltalls in Wahrheit komplexer und differenzierter zu betrachten ist.
Nun war es notwendig geworden, dass neue Vorschläge und Ideen zur verbesserten Klassifikation von Planeten erdacht werden, um anschließend tatsächlich zu ergründen, welche Eigenschaften charakteristisch für bestimmte Planeten sind und was genau einen Planeten von anderen verwandten Himmelskörpern trennscharf unterscheidbar macht.

### Problematik
Zunächst stellten Stern und Levison fest, dass zahlreiche Kriterien für die Klassifikation von Planeten nicht allgemeingültig genug sind, um als sinnvoll zu gelten. Diese Kriterien inklusive der Fälle, in denen sie versagen, sind in der unten stehenden Tabelle gezeigt und sollten in der Folge überarbeitet werden, um endlich verlässlichere Eigenschaften zu finden, mit welchem sich Planeten tatsächlich trennscharf definieren lassen.
| Kriterium                                 | Problem/Gegenbeispiel                                                                                       | Bild |
| ----------------------------------------- | --- | ---- |
| Existenz von Trabanten/Begleitobjekten    | Vernachlässigt Merkur und Venus; Zeitabhängigkeit möglich                                                   |      |
| Existenz einer Atmosphäre                 | Ignoriert hauptsächlich Merkur; Problematik, was die minimale Atmosphäre ist                                |      |
| Existenz eines Magnetfeldes               | Missachtet Venus, eventuell Pluto                                                                           |      |
| Bewegung relativ zu Sternen               | Trifft auf alle Objekte des Sonnensystems zu, d. h. auch auf Kometen, Asteroiden etc.                       |      |
| Annähernd kreisförmiger Umlauf            | Ignoriert Merkur und Pluto; Problematik, was die minimale Exzentrizität ist                                 |      |
| Umlauf um einen Stern                     | Vernachlässigt vagabundierende Planeten; erlaubt auch Staub; Zeitabhängigkeit möglich                       |      |
| Höherer Reflektions- als Abstrahlungsgrad | Beschreibt nicht Jupiter, Saturn und Neptun; heiße Planeten nach der Akkretion; „kalter Jupiter“ unbeachtet |      |

Daraus geht nun offensichtlich hervor, dass kein einzelnes Kriterium von diesen jemals ausreichen kann, um Planeten sicher als solche zu klassifizieren, vielmehr braucht es eine Kombination mehrerer, verschiedener Eigenschaften, um Planeten präzise definieren zu können.

### Zielvorstellung
Das planetenastronomische Ziel ist es nun laut Stern und Levison, eine Art Klassifizierungs-Algorithmus zu entwickeln, der für jedes beliebige astronomische Objekt entscheidet, ob es sich dabei um einen Planeten oder nicht handelt.
Dabei sollte so ein Algorithmus folgende Eigenschaften besitzen, um hilfreich im Sinne der wissenschaftlichen Methodik zu arbeiten:
- Er muss auf physikalischen Erkenntnissen beruhen. Das bedeutet, dass der Algorithmus auf physikalischen Experimenten basieren muss, und deswegen nicht nur für die neun Planeten unseres Sonnensystems gültig sein darf, sondern für beliebige Himmelskörper überprüfbar sein muss.
- Er muss anhand einfach zu beobachtender Eigenschaften bestimmbar sein. Die Klassifikation muss mithilfe einfach zugänglicher und bereits verstandener Konzepte erfolgen und darf nicht auf komplexen, wenig verständlichen Theorien wie der Art der Planetenentstehung fußen.
- Er muss quantitativ sei. Das heißt, dass der Algorithmus auf quantitativen Eigenschaften und messbaren Größen beruhen soll, die über das zu überprüfende Objekt gewonnen werden können.
- Er soll eindeutig sein. Jedes mithilfe des Algorithmus geprüfte Objekt darf nur genau einer Klassifikation zugeordnet werden können.
- Er muss deterministisch sein. Das bedeutet, dass der Status eines Objekts als Planet nicht zeitabhängig sein darf.
- Er muss resistent gegenüber neuen Erkenntnissen sein. Der Algorithmus muss bis zu einem gewissen Grad auch neue, möglicherweise unerwartete Beobachtungen noch in einem gewissen Grad mit in seine Theorie miteinschließen, sodass er in einem gewissen Maße auch durch Einbeziehungen dieser neuen Fakten widerspruchsfrei bleibt.
- Er soll so simpel wie möglich sein. Der Algorithmus soll mit möglichst wenigen Kriterien auskommen und frei von möglichen Redundanzen (z. B. „Kriterium B folgt bereits aus Kriterium A“) sein.

Auch wenn es nicht unbedingt notwendig ist und auch ein Algorithmus ohne die Eigenschaft akzeptabel wäre, wäre es laut Stern und Levison wünschenswert, dass der Algorithmus auch zumindest in einem gewissen Maße mit dem bisherigen astronomischen Vorwissen kompatibel ist, d. h. dass allzu viele Änderungen der bereits anerkannten Klassifizierung von Planeten vermieden werden können, denn dies würde sonst zu unnötiger Verwirrung führen.

### Lösungsvorschlag
Um möglichst keine der in der Zielvorstellung genannten Eigenschaften zu verletzen, müssen laut Stern und Levison die einzelnen Kriterien für die Überprüfung des Planetencharakters eines Objektes sehr präzise gewählt werden, das heißt offensichtlich nicht planetare Objekte (wie ein Fußball auf der Erde) müssen genauso klar als nicht planetar ausgewiesen werden, wie Planeten unseres Sonnensystems immer als solche erkannt werden müssen. Des Weiteren sind Stern und Levison überzeugt, dass es sich bei einem Planetencharakter bestenfalls um eine sogenannte genetische Eigenschaft handeln soll, die einer Klasse von Objekten von Beginn ihrer Entstehung zu Grunde liegt und sich nicht wie Zustände und Ortskoordinaten ständig zeitlich ändert.
Natürlich könnte man einen Planeten ganz einfach als ein Objekt, welches einen Stern in einem Abstand von bspw. mindestens 1000 km umkreist. Dies wäre leicht umzusetzen und würde die meisten der in der Zielvorstellung genannten Eigenschaften erfüllen und wäre letztlich ein pragmatischer, aber ungenauer Schritt. Schließlich würde bei dieser Definition unklar bleiben, was es im physikalischen Sinne für ein Objekt bedeutet, ein Planet zu sein, und was ein Planet in seiner Essenz überhaupt ist.
Deswegen ist der Vorschlag von Stern und Levison für einen Algorithmus zur Ermittlung des Planetencharakters eines Objekts gerade so gewählt, dass er diese Einblicke ermöglichen soll. Basierend auf nur zwei quantitativen Kriterien fixiert dieser Algorithmus Planeten zwischen massereicheren Objekten, d. h. – abhängig von ihrem Entwicklungsstadium – Protosterne, Sterne oder Sternüberreste, und masseärmeren, festen Objekten wie Planetoiden, Gesteinsbrocken und Staub.

#### Definition eines Algorithmus zur Planetenklassifikation
Ein planetarer Körper ist definiert als ein Himmelskörper, welcher die folgenden beiden Kriterien bezüglich der oberen bzw. unteren Grenze seiner Masse erfüllt. Wenn der Körper von äußeren Einflüssen (z. B. kinetisch oder thermisch) befreit ist, muss der er folgende Bedingung erfüllen:
Dazu schlagen Stern und Levison folgende formale Definition vor.
1. Er muss so wenig Masse haben, dass zu keinem Zeitpunkt seiner Existenz (weder in der Vergangenheit noch in Zukunft) Kernfusionsprozesse in seinem Inneren stattfinden können, er also eine selbsterhaltende Energieabstrahlung besitzt. Andernfalls handelt es sich um einen Stern (z. B. Brauner Zwerg).
2. Er muss so viel Masse besitzen, dass seine Form hauptsächlich durch gravitative Effekte verursacht wird und nicht in erster Linie durch mechanische Einwirkungen wie bspw. durch Rotationsrate oder Oberflächenspannung, sodass er in spätestens einer Hubble-Zeit in hydrostatisches Gleichgewicht in seinem Inneren erreichen kann.

##### Diskussion der Definition
Dabei wurden diese Kriterien so präzise wie möglich gewählt, allerdings mit einigen Ausnahmen, um die Allgemeingültigkeit des Algorithmus zu gewährleisten. Beispielsweise wird in der Definition absichtlich von Körper gesprochen, um ausgedehnte Objekte und Ensembles von astronomischen Objekten wie Galaxien oder Sternen(-haufen) auszuschließen, die offensichtlich keine Planeten sind. Falls ein Körper jedoch bezüglich der oberen Massengrenze zu irgendeinem Zeitpunkt seiner Existenz zu Kernfusion (auch Niedrigtemperatur-Fusion wie bspw. mit Deuterium eingeschlossen) in der Lage war/ist, dann kann er auch nicht zu einem späteren Zeitpunkt als Protostern oder Sternüberrest jemals ein planetarer Körper sein, auch wenn er dann eine niedrigere Masse besitzen sollte. Die untere Massengrenze betreffend wurde so gewählt, da es eine allgemeine Vorstellung von einem Planeten gibt, wonach dieser hauptsächlich durch seine eigenen Gravitationskräfte zu einem gleichförmigen Ellipsoid geformt wird und dabei bereits mechanische Gegenkräfte des Materials überwindet. Wichtig ist hierbei, dass auch andere Effekte wie Rotationsdynamik oder Oberflächenspannung durchaus einen Einfluss auf die Form des Planeten haben dürfen, solange sie durch die Eigengravitation des Planeten dominiert werden. Deswegen ist auch möglich, dass Objekte zu Planeten erklärt werden, die in einem bestimmten Stadium ihrer Entstehung hauptsächlich durch andere Kräfte geformt wurden, sich jedoch auf lange Sicht die Eigengravitation als maßgebliche Kraft durchgesetzt hat. Diese Bedingung kann am besten durch direkte Beobachtungen des Himmelskörpers überprüft werden und hat dabei den Vorteil, dass annähernd kugelförmige Objekte in aller Regel ausgeschlossen werden können, da hier andere Effekte wie Oberflächenspannung, elektromagnetische bzw. elektrostatische Kräfte für die Form verantwortlich sein müssen.

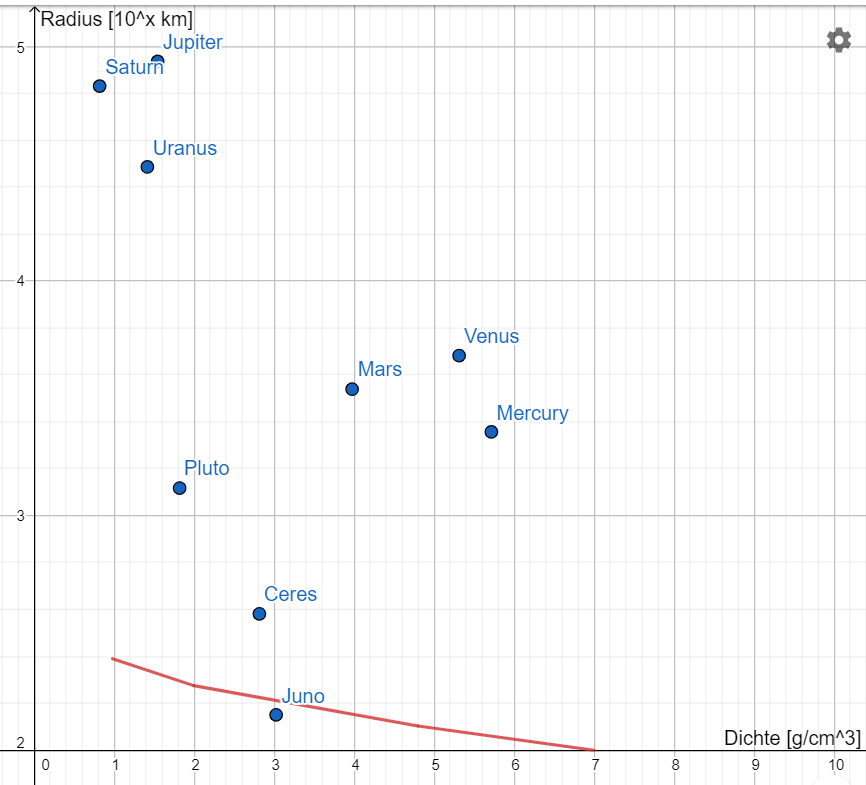
Minimaler Planetenradius in Abhängigkeit der Planetendichte in rot eingezeichnet. Y-Achse logarithmisch skaliert. Zu Veranschaulichung sind einige bekannte Himmelskörper präsentiert.

Dazu schlagen Stern und Levison folgende formale Definition vor.
Es ist nun sogar möglich, die Massengrenze, ab der ein Körper in der Lage ist, durch Eigengravitation die Form eines gleichmäßigen Ellipsoids einzunehmen, analytisch zu ermitteln. Eine einfache, angenäherte Formel, die von Cole 1984 vorgeschlagen wurde, besagt, dass für einen nicht-rotierenden Körper der Zentraldruck im Inneren mindestens etwa {\displaystyle 2\cdot 10^{7}\,\mathrm {Pa} } betragen muss, was leicht in einem bestimmten benötigten Verdichtungsgrad des Planetenmaterials übersetzt werden kann, wenn man seinen Radius kennt. Präzisere Ergebnisse würden sich erreichen lassen, indem man zusätzlich die Elastizität des Planetenmaterials als eine Funktion seiner Zusammensetzung betrachten würde, wodurch sich das Kriterium der unteren Massengrenze weiter verfeinern ließe.
Dazu schlagen Stern und Levison folgende formale Definition vor.
In der Abbildung rechts ist genau diese Näherung für die untere Massengrenze dargestellt, indem der minimale Radius eines Planeten in Abhängigkeit der Dichte seines Materials aufgetragen wird, wobei auch diverse Beispielobjekte abgebildet sind, die zur Einordnung dienen. Zudem erkennt man, dass große Kuiper-Gürtel-Objekte (KBOs) und die größten Asteroiden das Kriterium der unteren Massengrenze durchaus erfüllen und man sie deswegen als Kleinstplaneten bezeichnen könnte. Tatsächlich sind es aber Planeten im essentiellen Sinne.

##### Vorteile der Klassifikation und Massenspektrum
Aus dieser Definition des Algorithmus ergeben sich einige Vorteile:
1. Planeten sind nun fundamental definiert über eine messbare und beobachtbare physikalische Größe: die Masse.
2. Der Algorithmus kann quantitativ für jedes gegebene Objekte berechnet werden und liefert eine eindeutige und nicht zeitabhängige Antwort: „Ja“ oder „Nein“
3. Ob ein Himmelskörper ein Planet ist oder nicht, hängt nicht von seiner Position (im Sonnensystem) ab.
4. Für den Algorithmus ist es irrelevant, ob ein Körper eine Atmosphäre, ein Magnetfeld oder Trabantenobjekte hat.

Anhand dieses Kriteriums liegen planetare Körper in einem weiten Massenbereich von ca. {\displaystyle 10^{-3}} M⊕ bis fast {\displaystyle 10^{4}}M⊕. Damit besitzen die Planeten ein breiteres Massenspektrum als Sterne (Massen von ca. {\displaystyle 6\cdot 10^{-3}} M☉ bis fast {\displaystyle 10^{2}} M☉), jedoch ein deutlich engeres Spektrum als Galaxien (Massen von ca. {\displaystyle 10^{7}} M☉ bis fast {\displaystyle 10^{13}} M☉).

#### Verschiedene Arten von planetaren Körpern
Zu beachten ist außerdem, dass sich mithilfe dieser Definition sowohl große planetare Begleitobjekte (Monde) als auch sich frei im All bewegende Objekte für die Klassifikation zu einem Planeten anbieten, worüber die sogenannte intrinsische Eigenschaft des Körpers Auskunft gibt. Deswegen sollte mittels einer Nomenklatur differenziert werden, in welchem dynamischen Bewegungszustand sich ein Planet befindet. Es werden verschiedenen Fälle betrachtet.
Einen planetaren Körper wie in obiger Definition bezeichnen wir genau dann als einen Planeten, wenn er sich in einem gebundenen Umlauf um ein Ein- oder Mehrsternensystem befindet. Somit erfüllen die neuen klassischen Planeten unseres Sonnensystems diese Definition genauso wie auch einige sehr große Asteroiden und sehr große Kuiper-Gürtel-Objekte.
Ein planetengroßer Trabant ist ein Begleitobjekt eines größeren Planeten mit gebundener Umlaufbahn, welches ebenfalls die Kriterien für planetare Objekte erfüllt. In diese Klasse von Objekten fallen somit bspw. die galileischen Monde, Triton oder Titan.
Ein ungebundener Planet ist jeder planetarer Körper, der nicht in einem Ein- oder Mehrsternensystem orbital gebunden ist. Natürlich gibt es diverse Objekte, die während unterschiedlicher Phasen ihrer Entwicklung verschiedene Klassifikationen erhalten können. Triton bspw. wurde erst lange nach seiner Entstehung durch die Gravitation des Neptun eingefangen und in einen gebundenen Umlauf gefangen, weswegen er heute ein planetarer Trabant ist, jedoch ursprünglich ein Planet im eigentlichen Sinne war.

## Weiterentwicklung und Ausblick
Die Einteilung von Himmelskörpern in planetare Körper bzw. ober und untere Planeten, so wie es von Stern und Levison vorgeschlagen wurde, bringt einige Vorteile mit sich. In erster Linie aber haben alle so definierten planetaren Körper eine physikalische Eigenschaft gemein, nämlich dass sie schwer genug sind, um hauptsächlich durch ihre Eigengravitation geformt zu werden, und dass sie leicht genug sind, um zu keinem Zeitpunkt (Vergangenheit und Zukunft) in der Lage zu sein, Kernfusion in ihrem Inneren zu betreiben.
Trotzdem ergibt sich immer noch ein sehr breites Massenspektrum der Planeten, welches dieses Kriterium erfüllt, weswegen es sinnvoll ist, noch weitere, feinere Unterscheidungen zwischen massearmen und massereicheren Planeten vorzunehmen, um in der Lage zu sein, Planeten in kleineren Gruppen zu ordnen. Natürlich sind für solche feineren Differenzierungen mehr Informationen über die planetaren Körper notwendig.
Stern und Levison selbst schlagen dazu eine Unterscheidung von Planeten anhand von Größe und Zusammensetzung zugleich vor, die in ihrer Benennung der Klassifikation von Sternen ähnelt. Konkret soll bezüglich der Größe des Planeten in Unterzwerg, Zwerg, Unterriese, Riese und Überriese unterschieden werden, sodass das gesamte erlaubte Massenspektrum für planetare Körper abgedeckt wird. Bezüglich der Zusammensetzung schlagen Stern und Levison vor, basierend auf dem Hauptbestandteil des Planeten zwischen Gesteins-, Eis- und (Wasserstoff-)Gasplaneten zu differenzieren. Die unten stehende Tabelle zeigt dieses Vorgehen anhand einiger Himmelskörper unseres Sonnensystems.
| Zusammensetzung | Unterzwerg ({\displaystyle M<0{,}03M_{\oplus }})  | Zwerg ({\displaystyle M<10^{1}M_{\oplus }}) | Unterriese ({\displaystyle M<10^{2}M_{\oplus }}) | Riese ({\displaystyle M<10^{3}M_{\oplus }}) | Überriese ({\displaystyle M<10^{4{,}5}M_{\oplus }}) |
| --------------- | ------------------------------------------------- | ------------------------------------------- | ------------------------------------------------ | ------------------------------------------- | --------------------------------------------------- |
| Gestein         | Größte Asteroiden, zahlreiche KBOs, Pluto, Charon | Merkur, Mars, Venus, Erde, PSR B1257+12 C   |                                                  |                                             |                                                     |
| Eis             | zahlreiche KBOs                                   |                                             | Uranus, Neptun                                   |                                             |                                                     |
| Wasserstoff     |                                                   |                                             | Saturn                                           | Jupiter                                     |                                                     |

Dieses zweite Unterscheidungskriterium sollte laut Stern und Levison in jedem planetaren System dem dynamischen Hauptkriterium in seiner Wichtigkeit folgen. Die Kombination aus beiden Kriterien, der dynamischen und der physikalischen Kategorisierung, erlaubt eine präzise und robuste Nomenklatur, die alle planetaren Körper von oberen Riesen wie Jupiter, über unteren Unterzwergen wie Pluto, über oberen Zwergen wie der Erde, bis hin zu (hypothetischen) oberen Riesen in der Oortschen Wolke, so Stern und Levison.